# Patrick Burgener
Patrick Burgener (* 1. Juni 1994 in Lausanne) ist ein schweizerisch-brasilianischer Snowboarder in den Freestyledisziplinen sowie Musiker.

## Werdegang

### Als Snowboarder
Burgener nimmt seit 2008 an Wettbewerben der Ticket to Ride World Snowboard Tour und der FIS teil. Im Snowboard-Weltcup debütierte er im Oktober 2008 in Saas-Fee und belegte dabei den 30. Platz im Halfpipe-Wettbewerb. Im Januar 2009 siegte er bei den Burton European Junior Open in Laax in der Halfpipe und im Slopestyle. In der Saison 2009/10 kam er mit dem dritten Platz in Chiesa in Valmalenco und den zweiten Platz am Kreischberg jeweils in der Halfpipe erstmals im Weltcup aufs Podium. Im März 2010 errang er beim Nescafé Champs in Leysin den zweiten Platz in der Halfpipe. Nachdem er zu Beginn der Saison 2010/11 Schweizer Meister in der Halfpipe wurde, errang er beim Weltcup in Stockholm den dritten Platz im Big Air und in Arosa den dritten Platz in der Halfpipe und erreichte damit zum Saisonende den 16. Platz im Freestyle-Weltcup. Bei den Snowboard-Weltmeisterschaften 2011 in La Molina kam er auf den 44. Platz im Slopestyle und auf den sechsten Rang in der Halfpipe. Zudem wurde er in der Saison Zweiter im Slopestyle beim Burn River Jump in Livigno und belegte bei den Winter-X-Games Europe 2011 in Tignes den 22. Platz im Slopestyle und den 11. Rang in der Halfpipe. In der Saison 2012/13 errang er beim freestyle.ch in Zürich und beim Weltcup in Antwerpen jeweils den dritten Platz im Big Air und erreichte zum Saisonende den dritten Platz im Big Air Weltcup. Bei den Snowboard-Weltmeisterschaften 2015 am Kreischberg kam er auf den 17. Platz im Big Air. Im April 2015 wurde er Schweizer Meister in der Halfpipe. In der Saison 2015/16 errang er den dritten und den zweiten Platz bei der U.S. Revolution Tour in Copper Mountain und den zweiten Platz bei den Laax Open 2016 in der Halfpipe. Bei den X-Games Oslo 2016 belegte er den siebten Platz in der Halfpipe. Im April 2016 wurde er Schweizer Meister im Slopestyle. Nach Platz zwei in der Halfpipe bei der US Revolution Tour in Copper Mountain zu Beginn der Saison 2016/17, siegte er beim U.S. Snowboarding Grand Prix und Weltcup im Halfpipe-Wettbewerb in Copper Mountain. Bei den Winter-X-Games 2017 in Aspen errang er den 12. Platz. Im März 2017 holte er bei den Snowboard-Weltmeisterschaften in Sierra Nevada die Bronzemedaille und bei den Schweizer Meisterschaften in Laax die Goldmedaille. Zu Beginn der Saison 2017/18 errang er beim Weltcup in Cardrona den dritten Platz. Bei den Olympischen Winterspielen 2018 in Pyeongchang wurde er Fünfter.
In der folgenden Saison kam Burgener im Weltcup viermal unter die ersten zehn, darunter Platz zwei in Mammoth, und erreichte damit den zehnten Platz im Freestyle-Weltcup und den vierten Rang im Halfpipe-Weltcup. Bei den Winter-X-Games 2019 wurde er Zehnter und gewann bei den Snowboard-Weltmeisterschaften 2019 die Bronzemedaille. In der Saison 2019/20 erreichte er mit vier Top-Zehn-Platzierungen, darunter Platz drei in Calgary, den 14. Platz im Freestyle-Weltcup und den sechsten Rang im Halfpipe-Weltcup. Zudem wurde er Dritter bei der Winter Dew Tour in Copper Mountain und Vierter bei den Burton US Open in Vail. Bei den Olympischen Winterspielen 2022 in Peking wurde er Elfter.
Am 13. Juni 2025 wurde bekannt, dass Burgener mit Beginn der Saison 2025/26 für Brasilien starten wird. Ermöglicht wurde der Nationenwechsel dadurch, dass Burgeners Mutter bis zu ihrem 18. Lebensjahr in Brasilien gelebt hat.

### Als Musiker
Neben dem professionellen Snowboarden ist Pat Burgener seit 2014 auch musikalisch aktiv. Er veröffentlichte folgende EPs: The Route (im Jahr 2018), Icar (2019), Better Man (2020) und California Sun (2021). Sein Song „Staring At The Sun“ von der EP „Icar“ aus dem Jahr 2019 wurde bei Spotify über 6,8 Millionen Mal gehört. Burgener wurde im August 2021 von Radio SRF 3 zum Best Talent gekürt – eine Auszeichnung, mit der das Schweizer Radio und Fernsehen aufstrebende Musik-Acts aus der Schweiz ehrt. Er trat solo oder mit seiner Band an verschiedenen Festivals und Veranstaltungsorten in der ganzen Schweiz auf, darunter das Montreux Jazz Festival, Zermatt Unplugged, Sion sous les étoiles, Gurtenfestival, Caribana Festival und Kaufleuten.

## Erfolge

### Olympische Spiele
- 2018 Pyeongchang: 5. Platz Halfpipe
- 2022 Peking: 11. Platz Halfpipe

### Weltmeisterschaften
- 2011 La Molina: 6. Platz Halfpipe, 44. Platz Slopestyle
- 2015 Kreischberg: 17. Platz Big Air
- 2017 Sierra Nevada: 3. Platz Halfpipe
- 2019 Park City: 3. Platz Halfpipe
- 2025 Engadin: 7. Platz Halfpipe

### Winter-X-Games
- 2016 Oslo: 7. Platz Halfpipe
- 2019 Aspen: 10. Platz Halfpipe

### Weltcup
- 9 Podestplätze, davon 1 Sieg

#### Weltcupsiege
| Nr. | Datum             | Ort             |
| --- | ----------------- | --------------- |
| 1.  | 16. Dezember 2016 | Copper Mountain |

#### Weltcup-Gesamtplatzierungen
| Saison  | Gesamt / Park & Pipe | Gesamt / Park & Pipe | Halfpipe | Halfpipe | Big Air | Big Air |
| Saison  | Punkte               | Platz                | Punkte   | Platz    | Punkte  | Platz   |
| ------- | -------------------- | -------------------- | -------- | -------- | ------- | ------- |
| 2008/09 | 32                   | 308.                 | 32       | 105.     | -       | -       |
| 2009/10 | 1639                 | 34.                  | 1639     | 4.       | -       | -       |
| 2010/11 | 1250                 | 16.                  | 650      | 18.      | 600     | 19.     |
| 2011/12 | 590                  | 37.                  | 240      | 42.      | 350     | 25.     |
| 2012/13 | 600                  | 37.                  | -        | -        | 600     | 3.      |
| 2013/14 | 405                  | 53.                  | 15       | 82.      | -       | -       |
| 2014/15 | 90                   | 95.                  | 20       | 48.      | -       | -       |
| 2015/16 | 790                  | 31.                  | 790      | 12.      | -       | -       |
| 2016/17 | 1610                 | 23.                  | 1610     | 5.       | -       | -       |
| 2017/18 | 1290                 | 23.                  | 1290     | 8.       | -       | -       |
| 2018/19 | 2020                 | 10.                  | 2020     | 4.       | -       | -       |
| 2019/20 | 1690                 | 14.                  | 1690     | 6.       | -       | -       |
| 2020/21 | 24                   | 54.                  | 24       | 20.      | -       | -       |
| 2021/22 | 66                   | 43.                  | 66       | 10.      | -       | -       |
| 2023/24 | 78                   | 36.                  | 78       | 17.      | -       | -       |
| 2024/25 | 122                  | 31.                  | 110      | 10.      | -       | -       |